# Sterling Airlines
 For alternative betydninger, se Sterling. (Se også artikler, som begynder med Sterling)
Sterling Airways A/S var et dansk flycharterselskab, som blev stiftet i 1962 af pastor Eilif Krogager i Tjæreborg og ingeniør Jørgen Størling.
Selskabet var Danmarks næststørste flyselskab (kun overgået af SAS) og var samtidig verdens største privatejede flycharterselskab. Det betjente primært Tjæreborg Rejser. Selskabet opererede under navnet Sterling Airways fra oprettelsen 1962 til konkursen i 1992/93.
Sterling Airways drev i sin levetid flere datterselskaber bl.a. cateringvirksomhed, flyspedition og havde vedligehold af egne fly i hangarområdet i Københavns Lufthavns sydlige del.
Direktør Jørgen Størling kom fra et job som ingeniør i SAS og kontakten til Eilif Krogager medførte en aftale om, at Jørgen Størling skulle etablere et luftfartsselskab, der kunne flyve charterturister sydpå. Han var med i bestyrelsen fra første færd og fungerede indtil sin fratræden som administrerende direktør. 
Jørgen Størling forlod i 1966 Sterling Airways.
Det faldt naturligt at opkalde selskabet internationalt med Sterlingnavnet, når man havde en direktør, der hed Størling og pastor Eilif Krogagers mor var fascineret af kvaliteten og robustheden af Sterlingsølv. Dette nævnte præsten en dag hjemme i præstegården i Tjæreborg i forbindelse med oprettelsen af flycharterselskabet, da disse værdier var forenlige med de værdier, man ønskede i det nye selskab. Dermed var navnet til det nye flycharterselskab fundet.
Anders Helgstrand var i mange år både direktør og pilot i Sterling Airways.
I slutningen af 2005 havde Sterling 1.600 ansatte og 29 fly.
Selskabet fløj til mere end 40 europæiske destinationer med København, Stockholm, Oslo, Helsinki som dets centrale hubs.

## Historie
1962 Sterling Airways køber 2 stk DC-6B propelfly og letter for første gang den 7. juli fra Malmø (Bulltofta) mod Venedig
1965 modtog Sterling Airways det første jetfly af typen SE-210-10B OY-STA kaldet Super Caravelle, og dermed havde Sterling Airways verdens største og mest moderne charterflyflåde.
1970 Passager nummer en million flyver med Sterling Airways.
1972 14. marts fløj et Sterling-fly ind i et bjerg nær Kalba i De Forenede Arabiske Emirater. Alle 106 passagerer og 6 besætningsmedlemmer omkom.
1974 marts, indtraf en anden tragisk ulykke i Teheran Lufthavn i Iran, 15 ud af 96 personer omkom.
1986 blev Sterling Airways købt ud af Tjæreborg Koncernen og blev et selvstændigt flyselskab.
September 1993 Sterling Airways går konkurs.
1993 blev Sterling Airways efter konkursen, genetableret som Sterling European Airlines. Senere blev det overtaget af norske Fred Olsen Line og 2005 solgt til en islandsk investorgruppe.
2005 opkøbte Sterling European Airlines Maersk Air og fusionerede med dette under navnet Sterling Airlines A/S.
2006 købte FL Group Sterling Airlines A/S.
2006 27.12.2006 solgte FL Group Sterling Airlines A/S til Northern Travel Holding
2007 LD Equity har overtaget Sterlings Flyvedligholdelsesafdeling og stiftet Essential Aircraft Maintenance Services (13-04-2007)
2008 Sterling groundede 28. oktober sine 26 fly og indgav egen konkursbegæring efter at have fløjet sin sidste tur mellem København og London Gatwick, og konkursdekret blev afsagt dagen efter den 29. oktober 2008. Forinden havde ejerne forsøgt at afhænde virksomheden, hvilket imidlertid ikke lykkedes. Konkursen medførte, at forudbetalinger af op imod 40.000 rejser  var tabt, ligesom 700 af selskabets ca. 1.130 medarbejdere mistede ansættelsen. Efter konkursen blev konkursboets aktiver forsøgt solgt.
2008 November, Sterling Airlines forsøges solgt, men andre lavpris flyselskaber har overtaget de fleste af ruterne. Sterling Airlines er derfor svær at sælge.
2008 November, investeringsselskabet Axcel forsøger et køb, helt eller delvis,
men trækker sig i sidste øjeblik. De ser ikke nogen fornuftig forretning i at overtage Sterling Airlines.
Sterling Airlines går endelig konkurs, der er ingen købere.
2008 3. December, Cimber Air (fra Sønderborg) og Norwegian køber dele af Sterling Airlines.
Hvor meget vides ikke, men det drejer sig om navnet Sterling og flytilladelser.
De fleste fly var leased og har derfor andre ejere.

## Flåde
Sterling Airways A/S begyndte med 2 stk. brugte Douglas DC-6B propelfly fra Swissair. (Der er noteret 3 stk tidligere Swissair DC-6B i dansk OY-registrering, men et udgår efter en hård landing i Kastrup Lufthavn den 13. april 1963). Efterhånden kom der yderligere 11 stk til af samme type fra USA.
I marts 1965 leveredes det første af i alt 12 stk nye Sud Aviation Super Caravelle fly, SE-210-10B, med en sædekapacitet på 109 fra franske Aerospatiale. Det sidste af disse fly blev leveret i 1970. Desuden var der 2 stk 99-sæders SE-210-10R i en kort periode fra 1969-1971. Yderligere blev der i 1970-1972 leveret 7 stk SE-210-12 Super Star Caravelle, der var en forlænget Super Caravelle-version med 131 sæder.
I 1971 overtog Sterling tillige 13 ældre Caravelle-fly fra 1961 af typen SE-210-6R fra United Airlines i USA. Disse fly blev dog solgt efter få års drift og alle var væk i 1978. November 1973 leveredes det første af 3 stk B727-200 mellemdistancefly med 185-sæder fra Boeing fabrikkerne. Fra 1975 til 1995 anskaffedes yderlige 16 stk både nye og brugte B727-fly som erstatning for en del af Caravelle-flåden, dog med en del udskiftning, så der i alt har været 11-12 stk B727 fly i samtidig drift. I en periode havde selskabet endvidere 2 stk F27 Fokker Friendship turboprop fly med 52-sæders kapacitet (1968-1973), et enkelt Lockheed L-188 Electra turboprop fly til 98 passagerer (indregisreret i den svenske afdeling, Sterling Airways AB), samt 3 stk langdistance McDonnell Douglas DC-8-63 Super 60 series jetfly (1984-1989), som oprindeligt havde været udlejet af SAS til det nystartede Thai Airways.
Fra 1989 til 1994 havde man desuden 2 nye Boeing 757 fly i drift. Alle DC-6B propelfly var ude af operation efter 1972, de sidste Caravelle-fly udgik i 1992, efter mere end 20 års tjeneste, og Boeing 727-flyene blev udfaset sidst i 1990'erne..
Selskabet Sterling Airways opererede på et tidspunkt også: 1 stk Bell Jet Ranger OY-HAP (helikopter) i drift 1970-71,samt 2 stk Cessna 402B i drift 1971, 2 stk Piper Cherokee i drift fra 1964-73,3 stk SN 601 Corvette i drift fra 1978-86,1 stk King Air C90 i drift 1978-83.
Sterling Airways flyflåde talte på et tidspunkt mere end 30 fly, i alt har 81 fly været på dansk register (OY-???) i Sterling Airways' farver gennem årene.
Pr. august 2008 bestod Sterling Airlines' flåde af følgende fly:
- 4 Boeing 737-500
- 16 Boeing 737-700
- 6 Boeing 737-800

- dog har andre flytyper i perioder været indlejet.
Sterlings fly ejedes af eksterne selskaber, og var indlejet af Sterling.